# Saison 1 de Madam Secretary
Chronologie
Saison 2
Cet article présente le guide des épisodes de la première saison série télévisée américaine Madam Secretary.

## Généralités
- Au Canada, la saison a été diffusée en simultané sur le réseau Global.
- Le 27 octobre 2014, CBS commande une saison complète de 22 épisodes[1].

## Distribution

### Acteurs principaux
- Téa Leoni (VF : Stéphanie Lafforgue) : Elizabeth Adams McCord
- Tim Daly (VF : Bruno Choël) : Henry McCord, mari d'Elizabeth
- Bebe Neuwirth (VF : Véronique Augereau) : Nadine Tolliver
- Željko Ivanek (VF : Hervé Bellon) : Russell Jackson
- Patina Miller (VF : Ingrid Donnadieu) : Daisy Grant
- Geoffrey Arend (VF : Philippe Bozo) : Matt Mahoney
- Erich Bergen (en) (VF : Pascal Nowak) : Blake Moran, assistant personnel d'Elizabeth
- Kathrine Herzer (VF : Emmylou Homs) : Alison McCord, fille cadette d'Elizabeth et d'Henry
- Evan Roe (VF : Tom Trouffier) : Jason McCord, fils d'Elizabeth et d'Henry
- Wallis Currie-Wood (VF : Marie Tirmont) : Stephanie « Stevie » McCord, fille aînée d'Elizabeth et d'Henry (dès l'épisode 2)

### Acteurs récurrents et invités
- Keith Carradine (VF : Edgar Givry) : le président Conrad Dalton
- Sebastian Arcelus (VF : Stéphane Ronchewski) : Jay Whitman
- Patrick Breen (VF : Pierre Tessier) : Andrew Munsey, directeur de la CIA
- Marin Hinkle (VF : Élisabeth Fargeot) : Isabelle Barnes
- Nilaja Sun (en) (VF : Laura Zichy) : Juliet
- Kevin Rahm (VF : Guillaume Lebon) : Michael « Mike B » Barnow
- Sam Daly (en) : Win Barrington[2] (épisode 10)
- Marsha Mason : Dr Sherman[3]

## Épisodes

### Épisode 1:Le Baptême du feu
- États-Unis /  Canada : 21 septembre 2014 sur CBS[4] / Global[5]
- Québec : 3 septembre 2015 sur Séries+[6]
- France : 14 février 2016 sur Teva[7]
- Belgique : 29 mai 2016 sur RTL-TVI[8]
- Suisse : 1er décembre 2016[9] sur RTS Un[10]

- États-Unis : 14,75 millions de téléspectateurs[11] (première diffusion)
- Canada : 1,374 million de téléspectateurs[12] (première diffusion + différé 7 jours)

- Keith Carradine (Président Conrad Dalton)
- Sebastian Arcelus (Jay Whitman)
- Patrick Breen (Andrew Munsey)
- Marin Hinkle (Isabelle)
- Nilaja Sun (Juliet)
- Mike Pniewski (Gordon Becker)
- Michael Aronov (Anton Durchenko)
- Sean Kleier (Tyler Cole)
- Scott Lindley (Ethan Cole)
- Jordan Baker (Susan Cole)
- Kevin Kilner (Robert Cole)
- Eshan Bay (Jake)
- Stevie Steel (Gillian)
- Mozhan Marno (Roxanne Majidi)
- Ato Essandoh (King Nungunde)
- Suzanne Erickson (Touriste)
- Bob Schieffer (Lui-même)
- William Sadler (George)
- Randy Isley (Pilote)

### Épisode 2:Un autre Benghazi
- États-Unis /  Canada : 29 septembre 2014 sur CBS / Global
- Québec : 10 septembre 2015 sur Séries+
- France : 14 février 2016 sur Teva
- Belgique : 29 mai 2016 sur RTL-TVI
- Suisse : 1er décembre 2016 sur RTS Un

- États-Unis : 12,72 millions de téléspectateurs[13] (première diffusion)
- Canada : 1,565 million de téléspectateurs[14] (première diffusion + différé 7 jours)

- Keith Carradine (Président Conrad Dalton)
- Sebastian Arcelus (Jay Whitman)
- Patrick Breen (Andrew Munsey)
- Joshua Colley (Elizabeth McCord)
- Paige Brady (Susie Wellington)
- Megan Byrne (Jessica Wellington)
- Tim Guinee (Paul Wellington)
- John Bedford Lloyd (Everard Burke)
- Jeff Hephner (Isaac Bishop)
- Shawn T. Andrew (Seal)
- Brian O'Neill (Amiral)
- Lesli Silva (Ms. Hardwick)
- Mariand Torres (jeune veuve)
- Leila Buck (Journaliste d'Al-Huran)

### Épisode 3:Viper
- États-Unis /  Canada : 5 octobre 2014 sur CBS / Global
- Québec : 17 septembre 2015 sur Séries+
- France : 14 février 2016 sur Teva
- Belgique : 5 juin 2016 sur RTL-TVI
- Suisse : 8 décembre 2016 sur RTS Un

- États-Unis : 12,18 millions de téléspectateurs[15] (première diffusion)
- Canada : 1,447 million de téléspectateurs[16] (première diffusion + différé 7 jours)

- Keith Carradine (président Conrad Dalton)
- Sebastian Arcelus (Jay Whitman)
- Patrick Breen (Andrew Munsey)
- Marin Ireland (Gina Fisher)
- Davis Hall (Jean-Claude Dubois, ministre français des Affaires étrangères)
- Joseph J. Parks (Jed Heller)
- Cathy Haase (ambassadeur autrichien Gabriela Reinhart)
- Yorgo Constantine (en) (Anton Gorev, ministre russe des Affaires étrangères)
- Peter Ashton Wise (colonel Patrick Delaney)
- Stephen O'Reilly (Roy Schaeffer)
- Sean T. Krishnan (Interrogateur pakistanais)
- John Douglas Thompson (général Anders)
- Bernard White (ambassadeur pakistanais Ahmad Hesbani)

### Épisode 4:Casse-tête chinois
- États-Unis /  Canada : 12 octobre 2014 sur CBS / Global
- Québec : 24 septembre 2015 sur Séries+
- France : 21 février 2016 sur Teva
- Belgique : 5 juin 2016 sur RTL-TVI
- Suisse : 8 décembre 2016 sur RTS Un

- États-Unis : 11,45 millions de téléspectateurs[17]

- Marin Hinkle (Isabelle)
- Nilaja Sun (en) (Juliet)
- Patrick Breen (Andrew Munsey)
- Danni Wang (Fu Xinpei)
- Megan Ling Greaves (Emily Ferber)
- Francis Jue (Chen, ministre chinois des Affaires étrangères)
- James Saito (Shimbakura, ministre japonais des Affaires étrangères)
- Edelen Mcwilliams (Amy Ferber)
- Quincy Tyler Bernstine (Pam Foster)
- Vikki Eugenis (Harper)
- Patricia Kalember (Senatrice Kate Fletcher)
- Kenneth Lee (professeur)
- Sharon Gee (Fu Xinwan)
- Young-H. Lee (Policier)

### Épisode 5:La Carotte et le bâton
Pour les articles homonymes, voir La Carotte et le Bâton (homonymie).
Cet article possède un paronyme, voir La Carotte ou le bâton.
- États-Unis /  Canada : 19 octobre 2014 sur CBS / Global
- Québec : 1er octobre 2015 sur Séries+
- France : 21 février 2016 sur Teva
- Belgique : 12 juin 2016 sur RTL-TVI
- Suisse : 15 décembre 2016 sur RTS Un

- États-Unis : 12,28 millions de téléspectateurs[18] (première diffusion)
- Canada : 1,472 million de téléspectateurs[19] (première diffusion + différé 7 jours)

- Keith Carradine (Président Conrad Dalton)
- Patrick Breen (Andrew Munsey)
- John Finn (Allen Bollings)
- Robert Klein (Ambassadeur canadien Lester Clark)
- Johanna Day (Amiral Ellen Hill)
- Usman Ally (Zahed Javani)
- Tyler Mcgee (Homme en uniforme)
- Royce Johnson (Copain)
- Maceo Oliver (Assistan adjoint Bruce)
- Mary Bacon (Assistant adjoint Neda)
- Leah Wagner (Anne-Marie)
- Behzad Dabiri Panah (Délégué Iranien)
- Eric Martin Brown (Reporter)
- Soraya Broukhim (Traducteur)

### Épisode 6:Le Sang et l'ironie
- États-Unis /  Canada : 26 octobre 2014 sur CBS / Global
- Québec : 8 octobre 2015 sur Séries+
- France : 21 février 2016 sur Teva
- Belgique : 12 juin 2016 sur RTL-TVI
- Suisse : 15 décembre 2016 sur RTS Un

- États-Unis : 11,71 millions de téléspectateurs[20] (première diffusion)
- Canada : 1,46 million de téléspectateurs[21] (première diffusion + différé 7 jours)

- Sebastian Arcelus (Jay Whitman)
- Marin Hinkle (Isabelle)
- Louis Gossett Jr. (Père Laurent Vasseur)
- MaameYaa Boafo (Komoyo)
- Owiso Odera (Ambassadeur Odilon Bokassa)
- Ned Eisenberg (Dan Pasternak)
- Rae C Wright (Ambassadeur français à l'ONU)
- Lynne Wintersteller (Journaliste)
- Tom Kemp (Major Hicks)
- Stephen Sable (Agent Napier)
- Ebube Ibekwe (Nonne)

### Épisode 7:Stupeur et tremblement
- États-Unis /  Canada : 2 novembre 2014 sur CBS / Global
- Québec : 15 octobre 2015 sur Séries+
- France : 28 février 2016 sur Teva
- Belgique : 19 juin 2016 sur RTL-TVI
- Suisse : 22 décembre 2016 sur RTS Un

- États-Unis : 13,21 millions de téléspectateurs[22] (première diffusion)
- Canada : 1,368 million de téléspectateurs[23] (première diffusion + différé 7 jours)

- Keith Carradine (Président Conrad Dalton)
- Corey Cott (Scott Welland)
- Sakina Jaffrey (Chondita Samant, ministre des Affaires étrangères)
- John Shea (Ted Graham)
- Dion Graham (Fred Cole, Chef de la sécurité diplomatique)
- Shivam Chopra (Sanjay)
- Anna Wood (en) (Sarah Eckhart)

### Épisode 8:Top secret
- États-Unis /  Canada : 9 novembre 2014 sur CBS / Global
- Québec : 22 octobre 2015 sur Séries+
- France : 28 février 2016 sur Teva
- Belgique : 19 juin 2016 sur RTL-TVI
- Suisse : 22 décembre 2016 sur RTS Un

- États-Unis : 12,54 millions de téléspectateurs[24] (première diffusion)
- Canada : 1,633 million de téléspectateurs[25] (première diffusion + différé 7 jours)

- Marin Hinkle (Isabelle)
- Nilaja Sun (Juliet)
- Patrick Breen (Andrew Munsey)
- Victor Slezak (Premier Ministre Vlad Diacov)
- Daniel Oreskes (Général Kolba)
- Tom Degnan (Jim Ionesco)
- Tammy Blanchard (Claire Ionesco)
- Sathya Sridharan (Technicien de la NSA)
- Anna Wood (en) (Sarah Eckhart)
- Tony Plana (Amiral Ed Parker)
- Shirine Babb (Assistant)
- Alfredo Narciso (Humphrey Nelson, directeur du NTSB)
- Amr El-Bayoumi (Invité)
- Ronald Guttman (Klaus Von Muhlberg)
- Luis Moreno (Commandant des Seal)
- Jakob Von Eichel (Soldat)
- Michael Torpey (Invité de fin de soirée)

### Épisode 9:C'est comme ça
- États-Unis /  Canada : 16 novembre 2014 sur CBS / Global
- Québec : 29 octobre 2015 sur Séries+
- France : 6 mars 2016 sur Teva
- Belgique : 26 juin 2016 sur RTL-TVI
- Suisse : 29 décembre 2016 sur RTS Un

- États-Unis : 12,77 millions de téléspectateurs[26] (première diffusion)
- Canada : 1,684 million de téléspectateurs[27] (première diffusion + différé 7 jours)

- Keith Carradine (Président Conrad Dalton)
- Sebastian Arcelus (Jay Whitman)
- Marin Hinkle (Isabelle)
- Brian Stokes Mitchell (Vincent Marsh)
- Peter Cambor (John Castellano)
- John Pankow (Glenn)
- Dion Graham (Fred Cole, Chef de la sécurité diplomatique)
- Christopher Durham (Pilot)
- David Wohl (Ambassadeur Israélien Lior Dori)
- Christopher Bayon (Ref)

### Épisode 10:Dommages collatéraux
- États-Unis /  Canada : 23 novembre 2014 sur CBS / Global
- Québec : 5 novembre 2015 sur Séries+
- France : 6 mars 2016 sur Teva
- Belgique : 26 juin 2016 sur RTL-TVI
- Suisse : 29 décembre 2016 sur RTS Un

- États-Unis : 12,41 millions de téléspectateurs[28] (première diffusion)
- Canada : 1,419 million de téléspectateurs[29] (première diffusion + différé 7 jours)

- Sebastian Arcelus (Jay Whitman)
- Sam Daly (Win Barrington)
- Smith-Cameron (Alice Millevoi)
- Shayan Shojaee (Zaid)
- Dion Graham (Fred Cole, Chef de la sécurité diplomatique)
- Ramsey Faragallah (Premier Ministre irakien Arif)
- Alok Tewari (Ministre de la Défense irakien Hasan)
- Anthony Azizi (Ministre irakien du Pétrole Barakat)
- Zarif Kabier (Safeer Al-Jamil)
- Keith Eric Chappelle (Mike Hirst)
- Alexis Suarez (Garde de la sécurité)
- Denia Brache (Elderly Woman)
- Deshawn Harold Mitchell (Soldat des Forces Spéciales)
- Jack Walker-Pearson (Caporal Mark Ferguson)

### Épisode 11:Le Jeu de la diplomatie
- États-Unis /  Canada : 30 novembre 2014 sur CBS / Global
- Québec : 12 novembre 2015 sur Séries+
- France : 13 mars 2016 sur Teva
- Belgique : 4 juillet 2016 sur RTL-TVI
- Suisse : 29 décembre 2016 sur RTS Un

- États-Unis : 13,24 millions de téléspectateurs[30] (première diffusion)
- Canada : 1,359 million de téléspectateurs[31] (première diffusion + différé 7 jours)

- Marin Hinkle (Isabelle)
- David Wohl (Ambassadeur israélien Lior Dori)
- Philip Anthony-Rodriguez (Manny Azucco)
- Luis Antonio Ramos (Président vénézuélien Francisco Suarez)
- Ramon Fernandez (Colonel Lionel Fuentes)
- Nina Sanchez (Sylvia)
- Nicholas Rodriguez (Officiel présidentiel)
- Ben Lark (James Montgomery)
- Ruben Ortiz (Directeur de la banque)

### Épisode 12:Sécession
- États-Unis /  Canada : 4 janvier 2015 sur CBS[32] / Global
- Québec : 19 novembre 2015 sur Séries+
- France : 13 mars 2016 sur Teva
- Belgique : 4 juillet 2016 sur RTL-TVI
- Suisse : 5 janvier 2017 sur RTS Un

- États-Unis : 11,69 millions de téléspectateurs[33](première diffusion)
- Canada : 1,383 million de téléspectateurs[34] (première diffusion + différé 7 jours)

- Marin Hinkle (Isabelle)
- Sebastian Arcelus (Jay Whitman)
- Dion Graham (Fred Cole, Chef de la sécurité diplomatique)
- Ronald Guttman (Klaus Von Muhlberg)
- Anna Wood (Sarah Eckhart)
- Peter Gerety (Governeur Caleb Lockwood)
- Teddy Cañez (Ambassadeur mexicain Rafael Lopez)
- William Allen Young (Secretaire d'État Adjoint Steven Cushing)
- Jennifer Mudge (Kelly Banks)
- Sawyer Nunes (Sam Banks)
- Herman Chaves (Carlos Ochoa)
- Romell Witherspoon (Portier de l'Hotel)
- Joe Lanza (Chef de la Milice)
- Juan-Pablo Veza (Trafiquant)
- John Keabler (Milicien)
- Eric Engleman (Roger Banks)

### Épisode 13:Envers et contre tous
- États-Unis /  Canada : 11 janvier 2015 sur CBS / Global
- Québec : 26 novembre 2015 sur Séries+
- France : 20 mars 2016 sur Teva
- Belgique : 11 juillet 2016 sur RTL-TVI
- Suisse : 5 janvier 2017 sur RTS Un

- États-Unis : 12,13 millions de téléspectateurs[35] (première diffusion)
- Canada : 1,124 million de téléspectateurs[36] (première diffusion + différé 7 jours)

- Marin Hinkle (Isabelle)
- Sebastian Arcelus (Jay Whitman)
- Tom Skerritt (Patrick Mccord)
- Aasif Mandvi (prince Yousif Obaid)
- John Pankow (Glenn)
- Johanna Day (amiral Ellen Hill)
- Ali Reza Farahnakian (Bilal Hassani)
- Yolande Bavan (Kemala Shihab)
- Berto Colon (officier Freeman)
- Mckinley Belcher III (officier Wilson)
- Christopher Innvar (Carter Hems, enquêteur du département de la Justice)
- Ryiah Suazo (Haven Costello)
- Tanya Perez (représentant syndical)
- Carter Redwood (officier du MPD)
- Iraj Anvar (roi Naheed Obaid)
- Rachid Sabitri (attendant)

### Épisode 14:Le Charmeur de Damoclès
- États-Unis /  Canada : 1er mars 2015 sur CBS / Global
- Québec : 3 décembre 2015 sur Séries+
- France : 20 mars 2016 sur Teva
- Belgique : 18 juillet 2016 sur RTL-TVI
- Suisse : 5 janvier 2017 sur RTS Un

- États-Unis : 11,64 millions de téléspectateurs[37] (première diffusion)
- Canada : 1,432 million de téléspectateurs[38] (première diffusion + différé 7 jours)

- Marin Hinkle (Isabelle)
- Sebastian Arcelus (Jay Whitman)
- Keith Carradine (Président Dalton)
- Patrick Breen (Andrew Munsey)
- Nilaja Sun (Juliet)
- Martin Bashir (lui-même)
- John Bedford Lloyd (Everard Burke)
- Andrew Durand (Kyle Feeney)
- Kevin Rahm (Michael « Mike B » Barnow)
- Ruffin Prentiss (Barry)
- Josh Hamilton (Arthur Gilroy)
- Chantal Thuy (Nhung Chuang)
- Cara Loften (Serveuse)
- Clark Jackson (Technicient du polygraphe)
- Alexis Suarez (Garde de la Securité)
- Pooya Mohseni (Samila Mahdavi)
- James Henry Doan (Traducteur)
- De'adre Aziza (Janice Dwyer)
- Patricia Kalember (Senatrice Kate Fletcher)
- Patricia Stark (Journaliste)
- Nick Wyman (Pundit)
- Leroy Mcclain (Agnet)

### Épisode 15:Ne te fie à personne
- États-Unis /  Canada : 8 mars 2015 sur CBS / Global
- Québec : 10 décembre 2015 sur Séries+
- France : 27 mars 2016 sur Teva
- Belgique : 18 juillet 2016 sur RTL-TVI
- Suisse : 12 janvier 2017 sur RTS Un

- États-Unis : 10,82 millions de téléspectateurs[39] (première diffusion)
- Canada : 1,452 million de téléspectateurs[40] (première diffusion + différé 7 jours)

- Marin Hinkle (Isabelle)
- Patrick Breen (Andrew Munsey)
- Keith Carradine (Président Conrad Dalton)
- Martin Bashir (lui-même)
- Usman Ally (Zahed Javani)
- Ruffin Prentiss (Barry)
- Alexander Salamat (Andy)
- Elia Monte-Brown (Phoebe Roberts)
- Emily Hsu (Tina)
- Kelly Aucoin (Greg Taylor)
- Elizabeth Ward Land (Expert politique)
- Debra Monk (Mary Lou Boris)
- Jorge Cordova (Miguel)
- Gil Daniels (Preston Walsh)
- Richard Sturtevant (Professeur)
- Erick Avari (Ozan Canoglu, ministre turc des Affaires étrangères)
- Kathleen Chalfant (Dean Ward)
- Jerrell Jones (Enfant)
- Mamoudou Athie (Staffer)

### Épisode 16:Tamerlane
- États-Unis /  Canada : 15 mars 2015 sur CBS / Global
- Québec : 17 décembre 2015 sur Séries+
- France : 27 mars 2016 sur Teva
- Belgique : 25 juillet 2016 sur RTL-TVI
- Suisse : 12 janvier 2017 sur RTS Un

- États-Unis : 11,26 millions de téléspectateurs[41] (première diffusion)
- Canada : 1,458 million de téléspectateurs[42] (première diffusion + différé 7 jours)

- Patrick Breen (Andrew Munsey)
- Keith Carradine (Président Conrad Dalton)
- Sebastian Arcelus (Jay Whitman)
- Nilaja Sun (Juliet)
- Dion Graham (Fred Cole)
- Usman Ally (Zahed Javani)
- Johanna Day (Amiral Ellen Hill)
- Anna Deveare Smith (Procureur Général Mary Perlowski)
- Mike Pniewski (Gordon Becker)
- A George (Marajel Javani)
- Aiden Eyrick (Abdol Javani)
- Jaiya Chetram (Katan Javani)
- Frank C. Williams (Agent John Kendall)
- Nathan Hinton (Agent du FBI)
- Ahmed Lucan (Garde iranien)
- Nasser Faris (Jafar Alinejad)
- Nikiya Mathis (Marcia)
- Paolo Montalban (Technicien militaire)
- Houshang Touzie (Président Najid Shiraz)
- Nambi E. Kelley (Mrs. Cole)

### Épisode 17:Face à la nation
- États-Unis /  Canada : 22 mars 2015 sur CBS / Global
- Québec : 7 janvier 2016 sur Séries+
- France : 3 avril 2016 sur Teva
- Belgique : 25 juillet 2016 sur RTL-TVI
- Suisse : 19 janvier 2017 sur RTS Un

- États-Unis : 10,79 millions de téléspectateurs[43] (première diffusion)
- Canada : 1,354 million de téléspectateurs[44] (première diffusion + différé 7 jours)

- Sebastian Arcelus (Jay Whitman)
- Kevin Rahm (Michael Barnow)
- Bob Schieffer (lui-même)
- Audrey Esparza (Assistant adjoint Laura Vargas)
- Kevin O'rourke (Chip Harding)
- Opal Alladin (Principal Winston)
- Thomas Keegan (Kevin Boyd)
- Gary Perez (Ambassadeur Jose Calderon)
- Timothy D. Stickney (Dr Travkin)
- Michelle Beck (Urgentiste)
- Francis Jue (Ministre Chen)
- Max Gordon Moore (Owen Walton)
- Sarah Dacey Charles (Infirmière)

### Épisode 18:Le Jugement dernier
- États-Unis /  Canada : 29 mars 2015 sur CBS / Global
- Québec : 14 janvier 2016 sur Séries+
- France : 3 avril 2016 sur Teva
- Belgique : 1er août 2016 sur RTL-TVI
- Suisse : 19 janvier 2017 sur RTS Un

- États-Unis : 11,47 millions de téléspectateurs[45] (première diffusion)
- Canada : 1,311 million de téléspectateurs[46] (première diffusion + différé 7 jours)

- Sebastian Arcelus (Jay Whitman)
- Keith Carradine (Président Conrad Dalton)
- Kevin Rahm (Michael Barnow)
- Frankie J. Alvarez (Zach)
- Tony Plana (Amiral Ed Parker)
- Johanna Day (Amiral Ellen Hill)
- Dennis Boutsikaris (Gary Coomer)
- Josh Hamilton (Arthur Gilroy)
- Phillip Shinn (Brad)
- Brennan Brown (Député Larry Ames)
- Selenis Leyva (Ambassadeur bolivien Mariana Dominguez)
- Glenn Fitzgerald (Révérend Wesley Finch)
- Tom Day (Capitaine de l'US NAVY)
- Libby Woodbridge (Christine Coomer)
- Regi Huc (Navy Seal)
- James Hindman (Homme)

### Épisode 19:Les Statues de la démocratie
- États-Unis /  Canada : 5 avril 2015 sur CBS / Global
- Québec : 21 janvier 2016 sur Séries+
- France : 10 avril 2016 sur Teva
- Belgique : 1er août 2016 sur RTL-TVI
- Suisse : 26 janvier 2017 sur RTS Un

- États-Unis : 9,27 millions de téléspectateurs[47] (première diffusion)
- Canada : 1,44 million de téléspectateurs[48] (première diffusion + différé 7 jours)

- Sebastian Arcelus (Jay Whitman)
- Keith Carradine (Président Conrad Dalton)
- Jason Ralph (Harrison Dalton)
- Michael Cumpsty (Max Quinn)
- Chuck Cooper (Général Mitch Sarno)
- Sherman Howard (Premier Ministre grec Spiros Georgiou)
- Josh Hamilton (Arthur Gilroy)
- Becky Ann Baker (Chancellière Frieda Schulz)
- Gavin Gregory (Garde)
- Marlie Hall (Reporter)
- Andre Blake (Agent du Secret Service)
- Stacey Yen (Georgia)
- Stephen Eckelmann (Personnel allemand #1)
- Andy Hassell (Personnel allemand #2)

### Épisode 20:Sueurs froides
- États-Unis /  Canada : 12 avril 2015 sur CBS / Global
- Québec : 28 janvier 2016 sur Séries+
- France : 10 avril 2016 sur Teva
- Belgique : 8 août 2016 sur RTL-TVI
- Suisse : 26 janvier 2017 sur RTS Un

- États-Unis : 11,39 millions de téléspectateurs[49] (première diffusion)
- Canada : 1,258 million de téléspectateurs[50] (première diffusion + différé 7 jours)

- Sebastian Arcelus (Jay Whitman)
- Keith Carradine (Président Conrad Dalton)
- Johanna Day (Amiral Ellen Hill)
- Mike Pniewski (Gordon Becker)
- Cotter Smith (Darren Hahn)
- Paolo Montalban (Technicien militaire)
- Josh Hamilton (Arthur Gilroy)
- Yorgo Constantine (en) (Ministre Anton Gorev)
- Olek Krupa (Garde du Président Pavel Ostrov)
- Jack Dimich (Capitaine)
- Stan Demidoff (Officier Exécutif Andrei)
- Philip Baker Hall (Ezra Helsinger)
- Priscilla Shanks (Traducteur)
- David Garelik (Marin Russe #1)
- Pasha Pellosie (Marin Russe #2)
- Luke Vexler (Reporter)

### Épisode 21:Contre toute apparence
- États-Unis /  Canada : 26 avril 2015 sur CBS / Global
- Québec : 4 février 2016 sur Séries+
- France : 17 avril 2016 sur Teva
- Belgique : 8 août 2016 sur RTL-TVI
- Suisse : 2 février 2017 sur RTS Un

- États-Unis : 10,46 millions de téléspectateurs[51] (première diffusion)
- Canada : 1,311 million de téléspectateurs[52] (première diffusion + différé 7 jours)

- Sebastian Arcelus (Jay Whitman)
- Keith Carradine (Président Conrad Dalton)
- Nilaja Sun (Juliet)
- Hill Harper (Aiden Humphrey)
- Mirabelle Lee (Lily Humphrey)
- Joshua Windley (Miles Humphrey)
- Kate Jennings Grant (agent du FBI Teresa Pagani)
- Marsha Mason (Dr Kinsey Sherman)
- Wayne Duvall (Neil Hendricks, Directeur du FBI)
- B. D. Wong (Brent Rosen)
- Tony Plana (amiral Ed Parker)
- Tommy Schrider (Brian Curtwell)
- Eddie Lopez (agent du FBI #1)
- Gene Gillette (agent du FBI #2)
- Houshang Touzie (président Najid Shiraz)
- Sorab Wadia (Rahimi, ministre iranien des affaires étrangères)
- Joseph Kamal (ambassadeur Firas Kateb)
- Zoë Sophia Garcia (Aide)

### Épisode 22:Avis de tempête
- États-Unis /  Canada : 3 mai 2015 sur CBS[53] / Global
- Québec : 11 février 2016 sur Séries+
- France : 17 avril 2016 sur Teva
- Belgique : 8 août 2016 sur RTL-TVI
- Suisse : 2 février 2017 sur RTS Un

- États-Unis : 9,67 millions de téléspectateurs[54] (première diffusion)
- Canada : 1,344 million de téléspectateurs[55] (première diffusion + différé 7 jours)

- Sebastian Arcelus (Jay Whitman)
- Keith Carradine (président Conrad Dalton)
- Patrick Breen (Andrew Munsey)
- Kevin Rahm (Michael Barnow)
- Nilaja Sun (Juliet)
- William Sadler (George Peters)
- Richard Bekins (sénateur Raymond Caruthers)
- Matt Meinsen (officiel du département d'État)
- Scott Johnsen (serveur)
- Wayne Duvall (directeur Neil Hendricks)
- Josh Hamilton (Arthur Gilroy)
- Gayle Samuels (procureur)
- Martin Bashir (journaliste)
- Jack Gilpin (Elliot Klein)
- Jason Ralph (Harrison Dalton)